# Helena Östlund
Helena Axelsson Östlund, född Axelsson, 11 april 1971 i Stockholm, är en svensk barnboksförfattare.
Östlund växte upp i Västerås. Hon debuterade skönlitterärt med Suck Puck Päck 1995 på Eriksson & Lindgren förlag. Under 90-talet studerade hon vid Konstfack i Stockholm och påbörjade utbildningar på facken för inredningsarkitektur samt grafisk formgivning och illustration. Östlund har en bildlärarexamen från Konstfack. För Joy och önskeburken 2007 tilldelades hon Astrid Lindgren-priset på 100 000 kronor. 
Östlunds berättelser tar fasta på det vardagsäventyrliga och är originella och bitvis surrealistiska. Serien om tonårsflickan Stella som vuxit upp på en rymdkoloni för att fly till jorden är en dystopi. 
Östlund arbetar som gymnasielärare i estetiska ämnen vid Grillska gymnasiet i Västerås sedan 2006. Hon är gift, har tre barn och en hund vid namn Sputnik. 

## Priser och utmärkelser
- 2001 – Kulturstipendium från Västerås stad
- 2007 – Astrid Lindgren-priset
- 2009 – Kulturstipendium från Västerås stad
- 2010 – Arbetsstipendium från Författarfonden